# Har du hört ryktet om Morgans?
Har du hört ryktet om Morgans? (engelska: Did You Hear About the Morgans?) är en amerikansk långfilm från 2009 i regi av Marc Lawrence, med Hugh Grant och Sarah Jessica Parker i de bärande rollerna.

## Handling
Fastighetsmäklare Meryl Morgan (Sarah Jessica Parker) och advokaten Paul Morgan (Hugh Grant) bor i New York och genomgår en skilsmässa efter att Paul varit otrogen. En kväll blir de vittnen till mordet på Meryls klient. De hamnar i vittnesskydd och tvingas flytta ut till en håla på landsbygden, där Emma och Clay Wheeler bor.

## Rollista (i urval)
| Hugh Grant           | – Paul Morgan  |
| Sarah Jessica Parker | – Meryl Morgan |
| Mary Steenburgen     | – Emma Wheeler |
| Sam Elliott          | – Clay Wheeler |